# Карлсон се върна
„Карлсон се върна“ е съветски анимационен филм на режисьора Борис Степанцев. Екранизация по едноименната приказка на Астрид Линдгрен „Карлсон от покрива отново лети“. Второто използване на електрографията в съветската анимация.

## Сюжет
Родителите на Дребосъчето рекламират, че Дребосъчето има нужда от болногледач. Пристига строгата икономка Фрекен Бок с котката Матилда и прахосмукачка и уверява родителите, че скоро няма да познаят детето си. След като родителите си тръгват, тя заключва Хлапето в стаята, когато иска да яде хлебче. Тя казва, че сладкото разваля фигурата и казва на Дребосъчето да си легне, да си напише домашното и да си измие ръцете. Междувременно Фрекен Бок казва на Матилда да се грижи за кученцето на Дребосъчето, но след като той облиза котката, тя се стопи към него. Пристига Карлсон, витлото му пак отказва и той иска от Дребосъчето "зареждане" - торта с бита сметана. Дребосъчето предлага на Карлсон пържен колбас, но той не може да го донесе.
Междувременно Фрекен Бок гледа телевизия. Там се излъчва предаването "От живота на духовете", където мошениците от първия филм говорят за призрака, който ги е изплашил. Фрекен Бок е критичен към това. По съвет на водещата тя записва телефона на редакцията.
Дребосъчето хленчи, но Карлсън го успокоява, издавайки запазената марка "Спокойствие, само спокойствие!". След това прави план как да отмъсти на „домакинята“ и в крайна сметка я заключва в стаята на Дребосъчето. Фрекен Бок припада, повтаряйки: "Ку-ку!". В крайна сметка, след поредица от приключения, мис Бок все пак среща Карлсон. Те пият чай, Карлсон започва да показва трикове, но идват родителите на Хлапето. Дребосъчето ще ги запознае с Карлсон, но той вече е отлетял.

## Снимачен екип

### Създатели
- Сценарист: Борис Ларин
- Режисьор: Борис Степанцев
- Художници на продукцията: Анатолий Савченко, Юрий Бутирин
- Композитор: Генадий Гладков
- Оператор: Михаил Друян
- Тонрежисьор: Борис Филчиков
- Асистент оператор: Н. Наяшкова
- Редактор: Валентина Турубинер
- Художници: Ирина Светлица, Вера Харитонова, Светлана Скребнева, Олга Киселева, В. Гилярова, Зоя Кредушинская
- Аниматори: Юрий Бутирин, Рената Миренкова, Виктор Шевков, Анатолий Петров, Галина Баринова
- Редактор: Раиса Фричинская
- Режисьор на картината: Любов Бутирина

### В ролите
- Фаина Раневская като Фрекен Бок[2]
- Василий Ливанов - Карлсон / телевизионен водещ на програмата "От живота на призраците" / баща на Дребосъчето,
- Клара Румянова - Дребосъчето / Майката на Дребосъчето
- Раиса Фричинская - мис Бок (фраза "Скъпа, скъпа...") (некредитирана)